# Everybody Jam!
Everybody Jam! è il terzo album in studio del cantante statunitense Scatman John, pubblicato nel 1996.

## Tracce
1. Stop the Rain – 4:04
2. Everybody Jam! – 3:29
3. The Invisible Man – 3:25
4. Let It Go – 3:46
5. Message to You – 3:34
6. (I Want to) Be Someone – 3:15
7. Scatmusic – 3:55
8. Shut Your Mouth and Open Your Mind – 3:52
9. (We Got to Learn to) Live Together – 3:50
10. Ballad of Love – 3:40
11. People of the Generation – 3:42
12. Lebanon – 3:33
13. U-Turn – 3:47
14. Everybody Jam! (Club Jam) – 5:40

Tracce bonus nell'edizione giapponese
1. Paa Pee Poo Pae Po – 3:51
2. I'm Free – 3:37
3. Jazzology – 3:53
4. Pripri Scat (Radio Edit) – 3:16
5. Su Su Su Super Kirei – 3:57